# Marcelo Weigandt
Marcelo Alexis Weigandt (Avellaneda, 11 gennaio 2000) è un calciatore argentino, difensore dell'Inter Miami, in prestito dal Boca Juniors.

## Caratteristiche tecniche
Terzino destro abile in fase offensiva e con un buon controllo di palla, è dotato di forte personalità e carattere.

## Carriera

### Club

#### Boca Juniors
Cresciuto nel settore giovanile del Boca Juniors, ha esordito in prima squadra il 19 aprile 2019, nella partita di Copa Argentina vinta per 2-0 contro l'Estudiantes de Río Cuarto.

#### Il prestito al Gimnasia La Plata e ritorno al Boca
Nel 2020 passa in prestito al Gimnasia (LP). Realizza la prima rete tra i professionisti e con la maglia del club in occasione del match vinto per 2-0 contro il Colón (SF).
Scaduto il termine del prestito torna alla base. Realizza il primo gol con la maglia del Boca Juniors il 10 ottobre 2021 nella vittoria per 4-2 alla Bombonera contro il Lanús.

#### Prestito all'Inter Miami
Il 28 marzo 2024 viene girato in prestito all'Inter Miami.

### Nazionale
È stato convocato dalla nazionale Under-20 argentina per i Mondiali di Polonia del 2019.

## Statistiche

### Presenze e reti nei club
Statistiche aggiornate al 9 aprile 2025.
| Stagione             | Squadra              | Campionato           | Campionato | Campionato | Coppe nazionali | Coppe nazionali | Coppe nazionali | Coppe continentali | Coppe continentali | Coppe continentali | Altre coppe | Altre coppe | Altre coppe | Totale | Totale | Totale |
| Stagione             | Squadra              | Comp                 | Pres       | Reti       | Comp            | Pres            | Reti            | Comp               | Pres               | Reti               | Comp        | Pres        | Reti        | Pres   | Reti   |        |
| -------------------- | -------------------- | -------------------- | ---------- | ---------- | --------------- | --------------- | --------------- | ------------------ | ------------------ | ------------------ | ----------- | ----------- | ----------- | ------ | ------ | ------ |
| 2018-2019            | Boca Juniors         | PD                   | 0          | 0          | CA+CdS          | 2+2             | 0               | CL                 | 5                  | 0                  | SA          | -           | -           | 9      | 0      |        |
| 2019-sep. 2020       | Boca Juniors         | PD                   | 3          | 0          | CA+CdL          | 1+0             | 0               | CL                 | -                  | -                  | -           | -           | -           | 4      | 0      |        |
| sep.-dic. 2020       | Gimnasia (LP)        | PD                   | 0          | 0          | CA+CdL          | 1+8             | 0+1             | -                  | -                  | -                  | -           | -           | -           | 9      | 1      |        |
| gen.-giu. 2021       | Gimnasia (LP)        | PD                   | 0          | 0          | CA+CdL          | 0+12            | 0+2             | -                  | -                  | -                  | -           | -           | -           | 12     | 2      |        |
| Totale Gimnasia (LP) | Totale Gimnasia (LP) | Totale Gimnasia (LP) | 0          | 0          |                 | 21              | 3               |                    | -                  | -                  |             | -           | -           | 21     | 3      |        |
| lug.-dic. 2021       | Boca Juniors         | PD                   | 10         | 1          | CA+CdL          | -               | -               | CL                 | 2                  | 0                  | -           | -           | -           | 12     | 1      |        |
| 2022                 | Boca Juniors         | PD                   | 8          | 0          | CA+CdL          | 4+3             | 0               | CL                 | 0                  | 0                  | TC          | 0           | 0           | 15     | 0      |        |
| 2023                 | Boca Juniors         | PD                   | 15         | 0          | CA+CdL          | 2+7             | 0               | CL                 | 8                  | 2                  | SA+SI       | 0           | 0           | 32     | 2      |        |
| Totale Boca Juniors  | Totale Boca Juniors  | Totale Boca Juniors  | 36         | 1          |                 | 21              | 0               |                    | 15                 | 2                  |             | 0           | 0           | 72     | 3      |        |
| 2024                 | Inter Miami          | MLS                  | 23+3       | 0          | -               | -               | -               | CCC                | 2                  | 0                  | LC          | 4           | 0           | 32     | 0      |        |
| 2025                 | Inter Miami          | MLS                  | 2          | 0          | -               | -               | -               | CCC                | 2                  | 0                  | LC+Cmc      | -           | -           | 4      | 0      |        |
| Totale Inter Miami   | Totale Inter Miami   | Totale Inter Miami   | 25+3       | 0          |                 | -               | -               |                    | 4                  | 0                  |             | 4           | 0           | 36     | 0      |        |
| Totale carriera      | Totale carriera      | Totale carriera      | 64         | 1          |                 | 42              | 3               |                    | 19                 | 2                  |             | 4           | 0           | 129    | 6      |        |

## Palmarès

### Club

#### Competizioni nazionali
- Campionato argentino: 2

Boca Juniors: 2019-2020, 2022
- Copa Argentina: 1

Boca Juniors: 2019-2020
- Supercopa Argentina: 1

Boca Juniors: 2022
- Copa de la Liga Profesional: 1

Boca Juniors: 2022
- MLS Supporters' Shield: 1

Inter Miami: 2024